# Evil Heat
Evil Heat è il settimo album discografico in studio del gruppo musicale britannico Primal Scream, pubblicato nel 2002.

## Tracce
1. Deep Hit of Morning Sun – 3:44
2. Miss Lucifer – 2:28
3. Autobahn 66 – 6:15
4. Detroit –  3:03
5. Rise – 4:21
6. The Lord Is My Shotgun – 3:56
7. City – 3:22
8. Some Velvet Morning – 3:40 (Lee Hazlewood)
9. Skull X – 3:52
10. A Scanner Darkly – 4:30
11. Space Blues #2 – 2:28

## Formazione
Primal Scream
- Bobby Gillespie - voce
- Robert Young - chitarra
- Andrew Innes - chitarra
- Martin Duffy - tastiere
- Gary "Mani" Mounfield - basso
- Darrin Mooney - batteria

Ospiti
- Jim Reid - voce (in 4)
- Kate Moss - voce (8)
- Robert Plant - armonica (6)
- Kevin Shields - chitarra (7)
- Paul Harte - chitarra (9)
- Phil Mossman - armonica (2)
- Darren Morris - sintetizzatore (5)
- Chris Mackin - basso (3)
- Marco Nelson - voce di armonia (3)
- Brendan Lynch - sintetizzatore (7)